# Robert William Donnelly
Robert William Donnelly (* 22. März 1931 in Toledo, Ohio; † 21. Juli 2014 ebenda) war Weihbischof in Toledo. 

## Leben
Robert Donnelly studierte Philosophie und Theologie am St. Meinrad Seminary, Mount St. Mary’s Seminary und St. John University. Er empfing am 25. Mai 1957 die Priesterweihe in der Toledo Rosary Cathedral durch Bischof George John Rehring. er war in der Seelsorge tätig in St. Wendelin Fostoria (1957–1965), St. Charles Toledo (1965–1967) und St. Clement Toledo (1967–1970). Er war Pfarrer in St. John Landeck (1970–1974), St. Patrick Spencerville (1970–1974) und St. Mary Sandusky (1974–1981). In der Diözese war 1973 er Vorsitzender der Ökumenekommission sowie Berater der Synode. 
Papst Johannes Paul II. ernannte ihn am 14. März 1984 zum Titularbischof von Garba und Weihbischof in Toledo. Der Bischof von Toledo, James Robert Hoffman, spendete ihm am 3. Mai desselben Jahres die Bischofsweihe; Mitkonsekratoren waren Daniel Edward Pilarczyk, Erzbischof von Cincinnati, und John Anthony Donovan, Altbischof von Toledo. 
Donelly war von 1983 bis 2003 Generalvikar des Bistums Toledo und 2003 Apostolischer Administrator während der Vakanz nach dem Tod Bischof James R. Hoffmans bis zur Ernennung Leonard Paul Blairs zu dessen Nachfolger.
Am 30. Mai 2006 nahm Papst Benedikt XVI. seinen altersbedingten Rücktritt an.